# Лиман Первый (Полтавская область)
Лиман Первый (укр. Лиман Перший) — село,
Лиманский-Первый сельский совет,
Решетиловский район,
Полтавская область,
Украина.
Код КОАТУУ — 5324281601. Население по переписи 2001 года составляло 341 человек.
Является административным центром Лиманского-Первого сельского совета, в который, кроме того, входят сёла
Бузиновщина,
Мирное и
Туры.

## Географическое положение
Село Лиман Первый примыкает к селу Туры,
на находится в 1 км расположены сёла Бузиновщина и Давыдовка (Новосанжарский район).
Вокруг села несколько больших озёр.

## Галерея

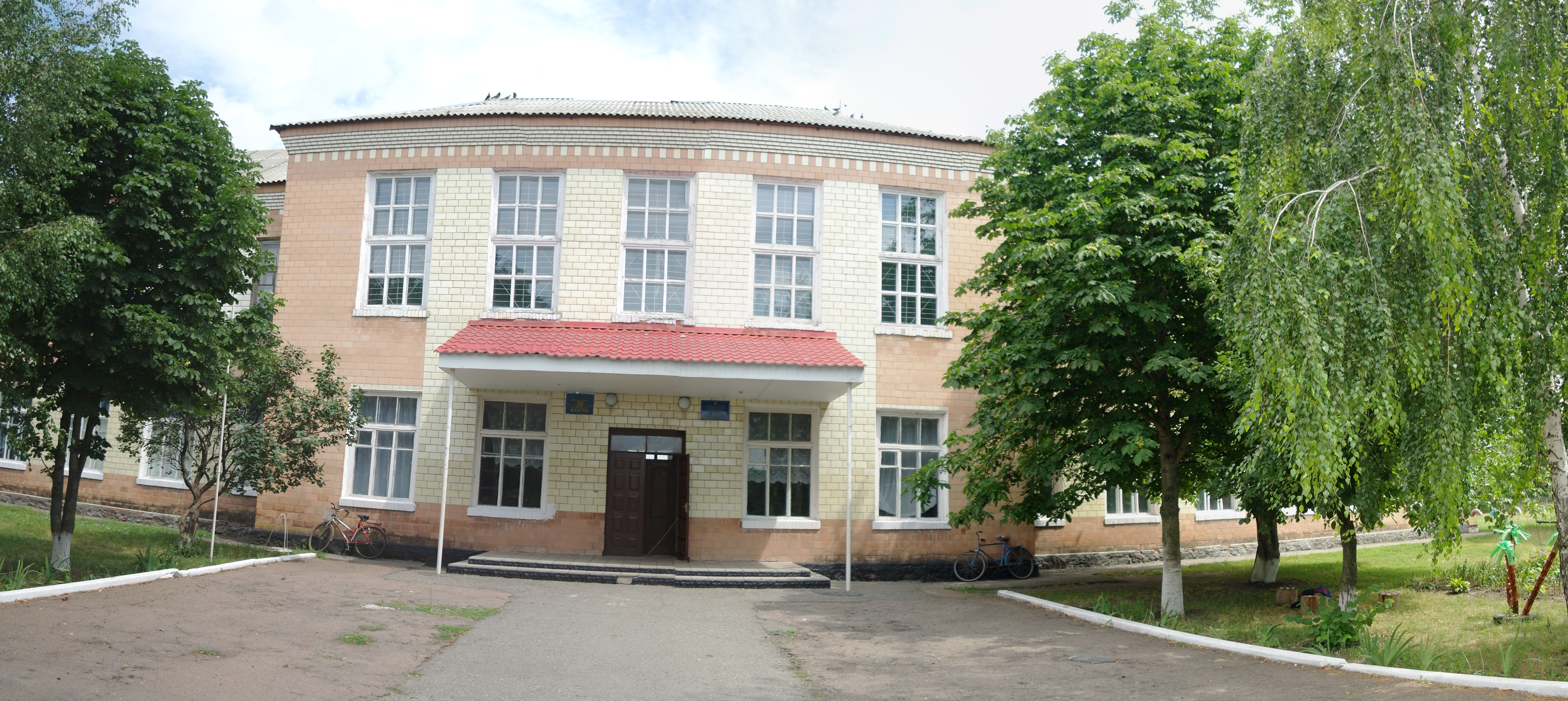
Школа
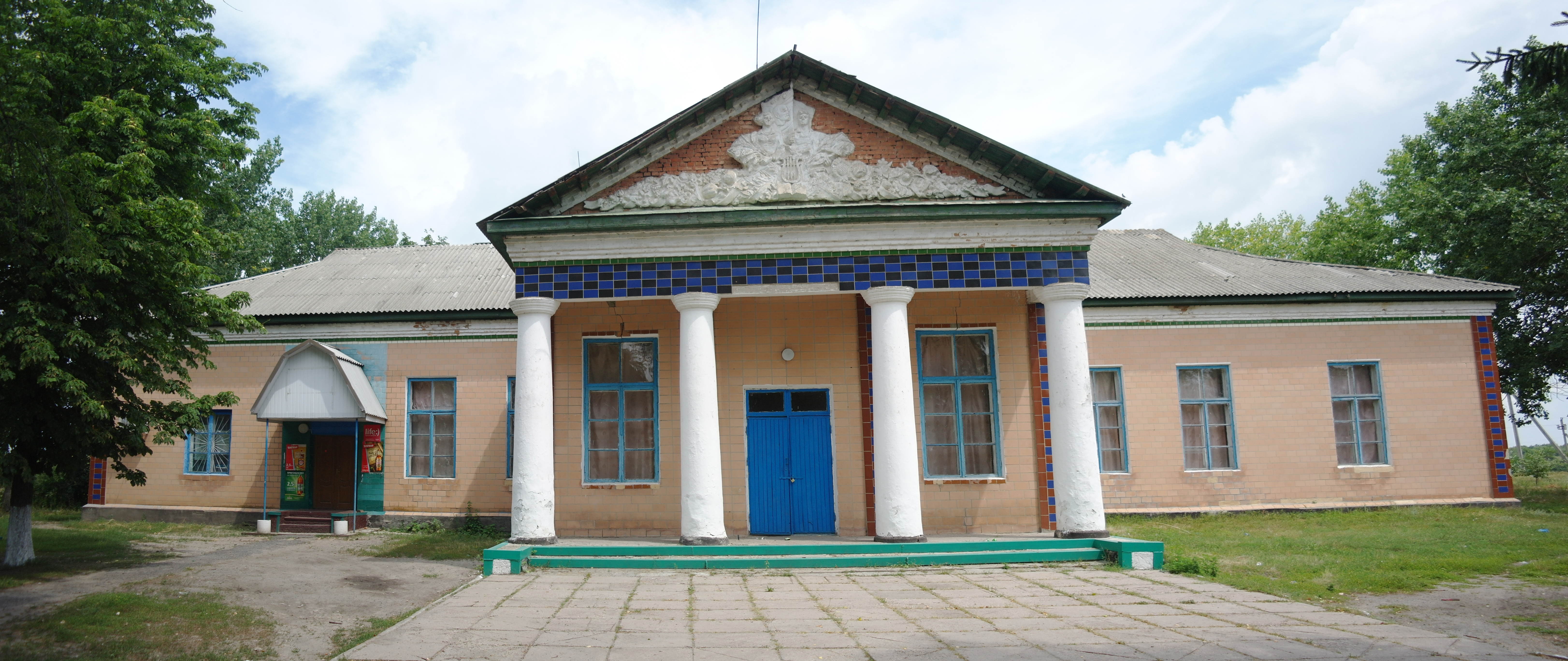
Дом культуры
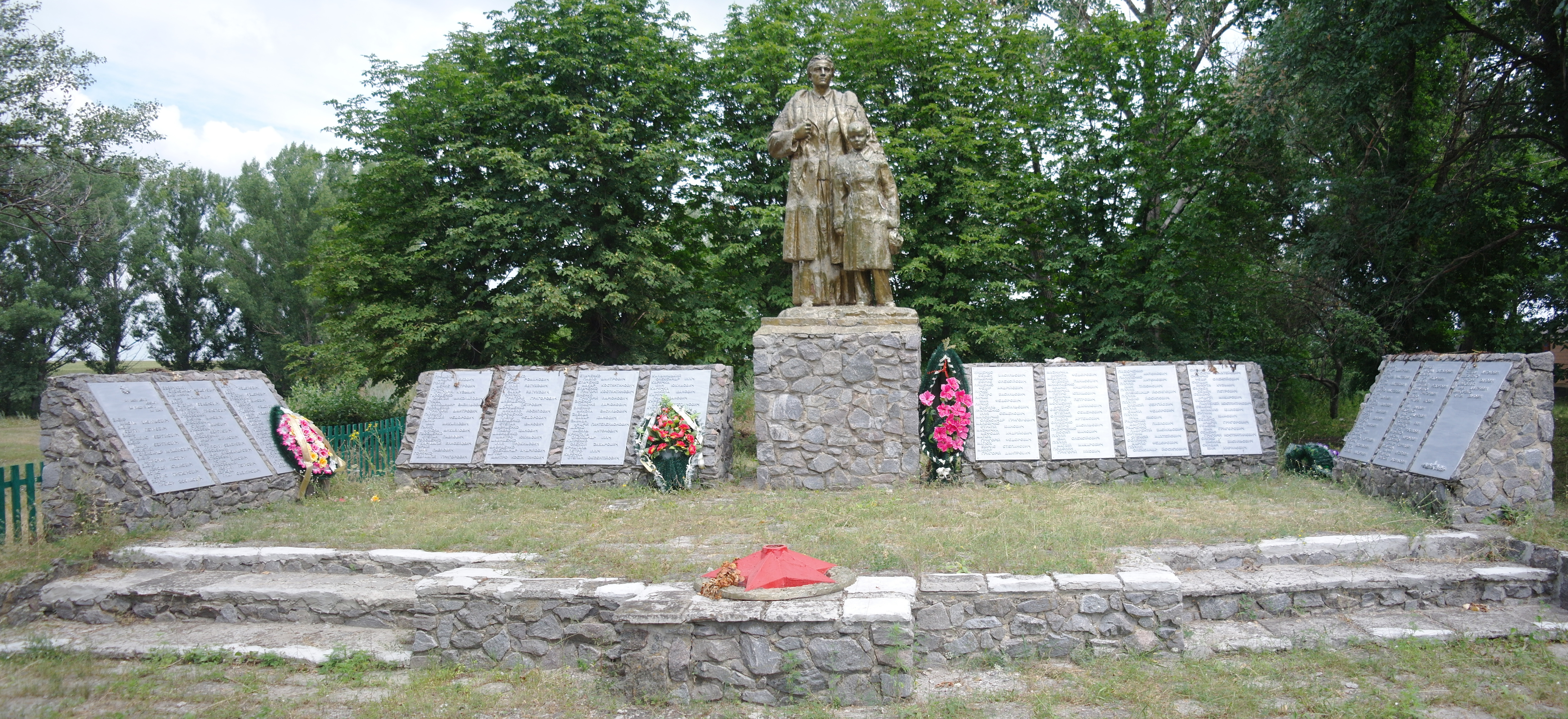
Памятник героям ВОВ
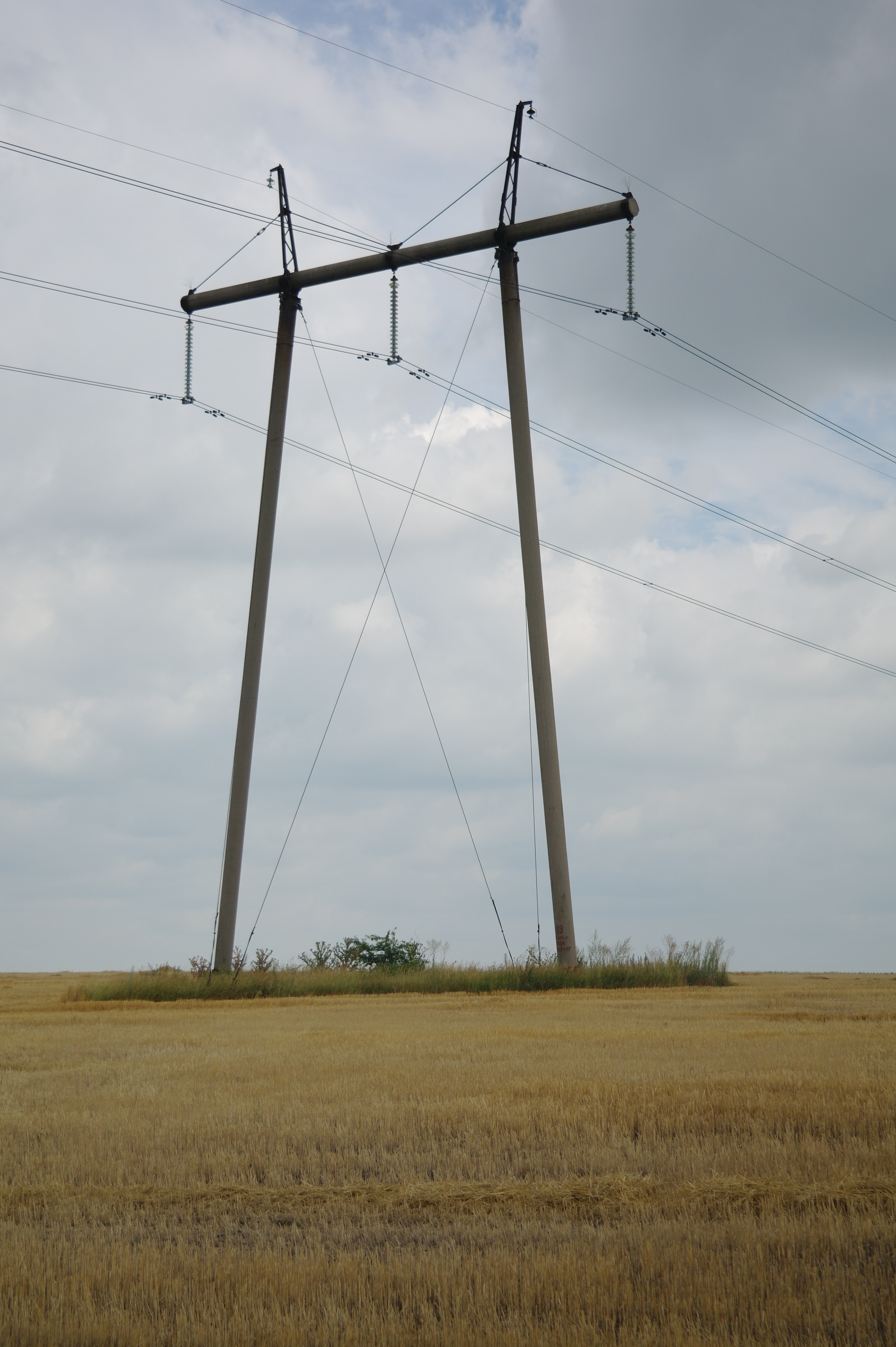
ЛЭП
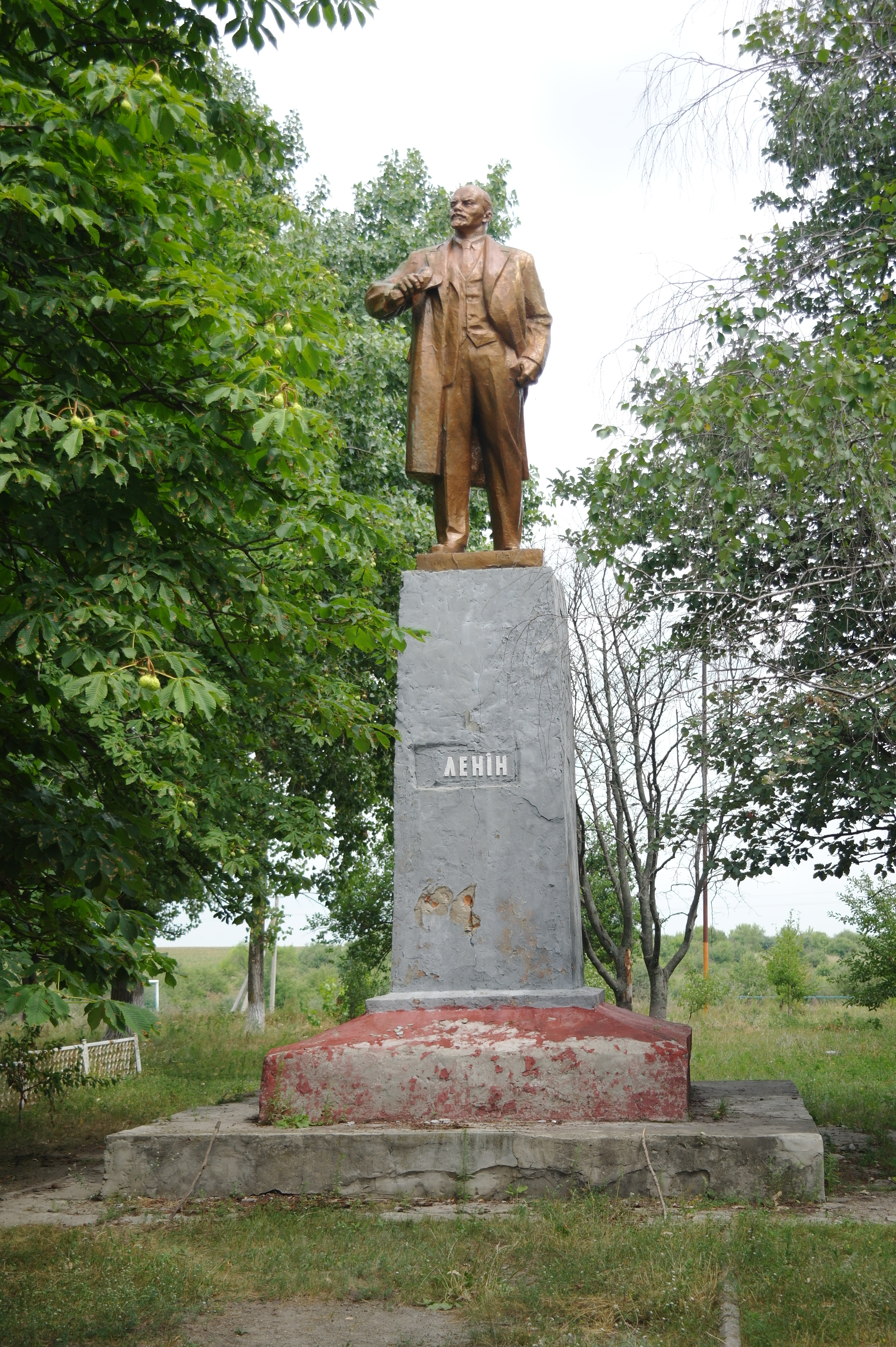
Памятник Ленину
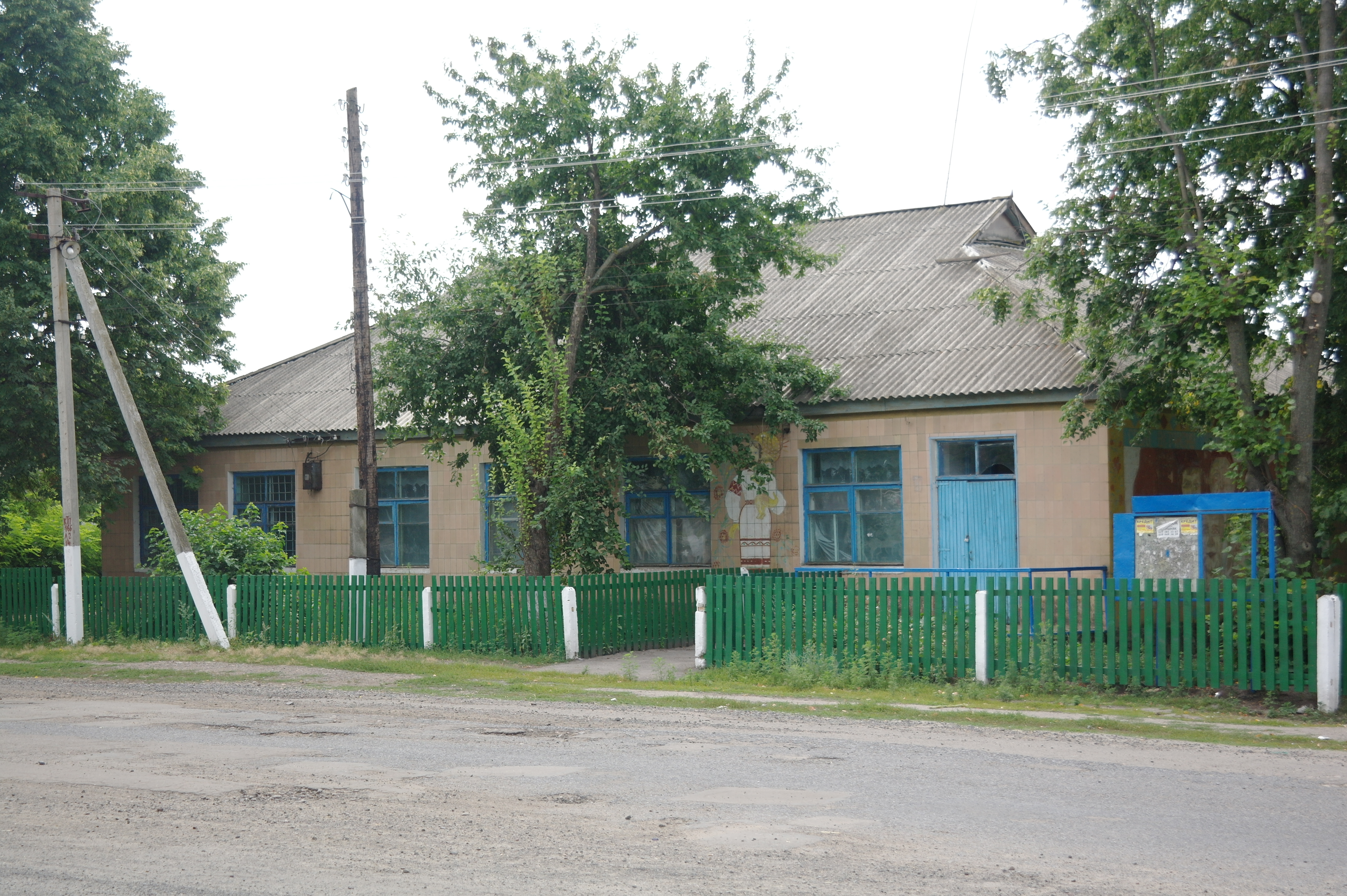
Частное предприятие
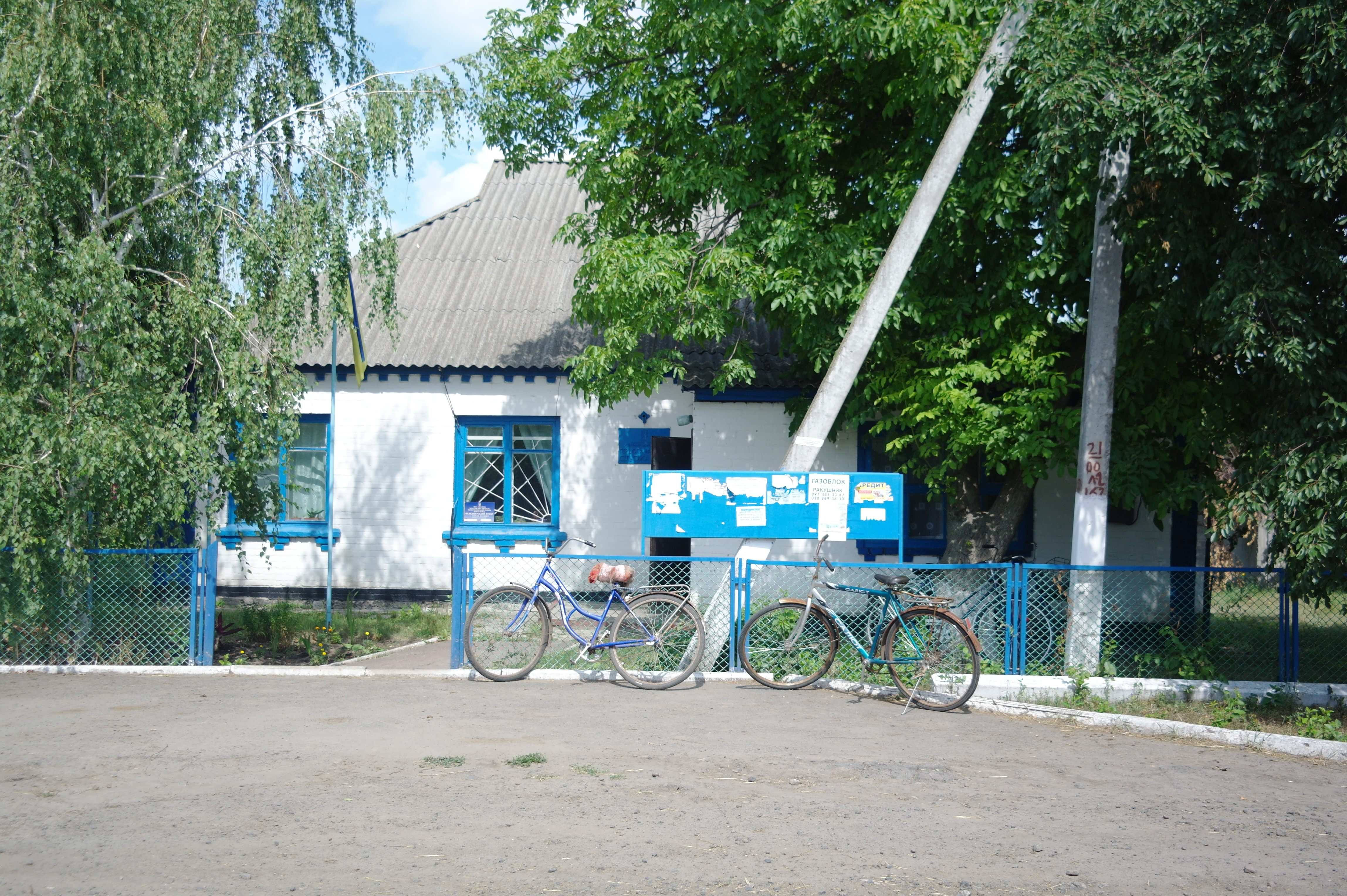
Сельская рада
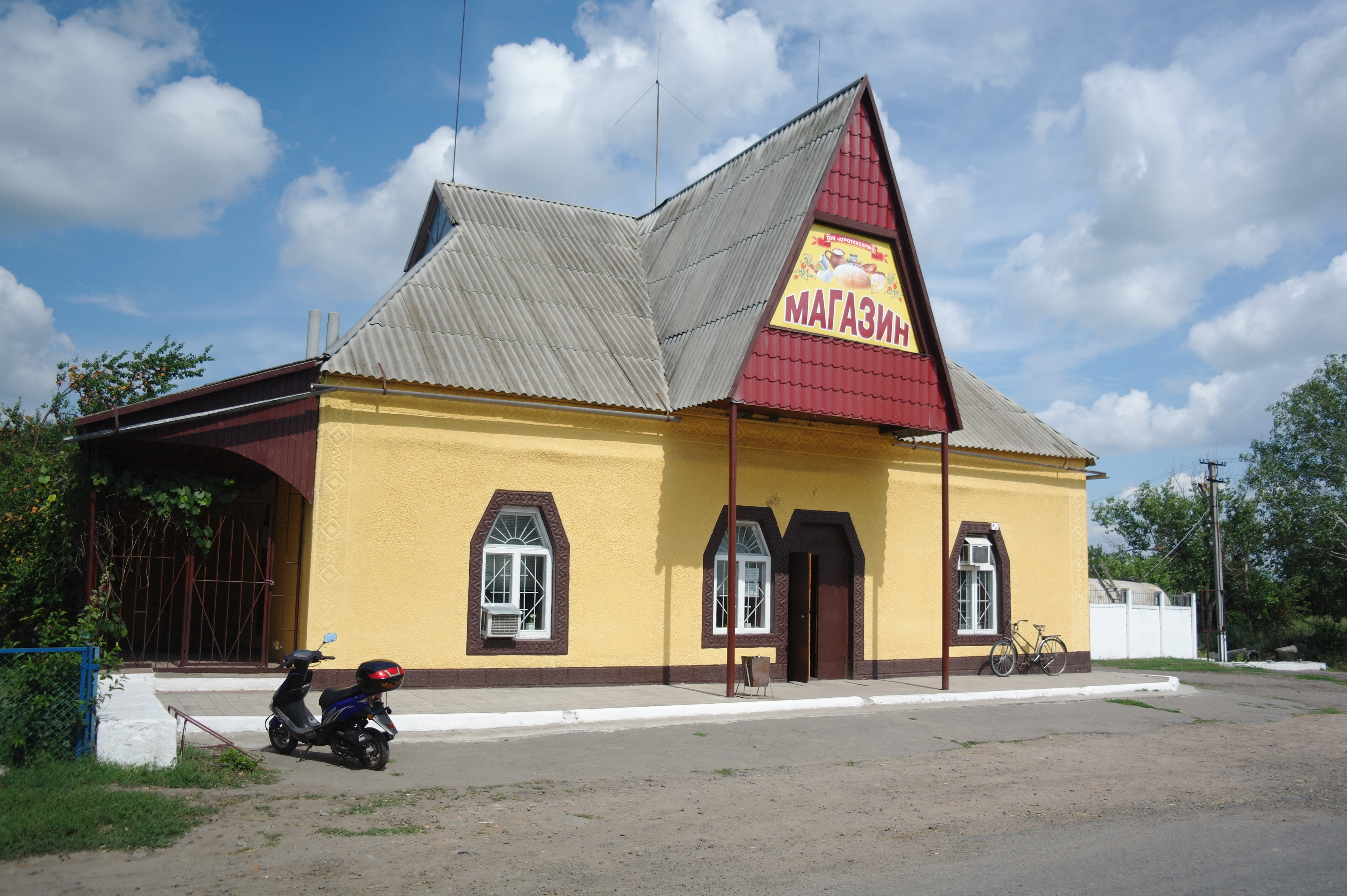
Магазин